# Oceanapia robusta
Oceanapia robusta är en svampdjursart som först beskrevs av James Scott Bowerbank 1866.  Oceanapia robusta ingår i släktet Oceanapia och familjen Phloeodictyidae. Inga underarter finns listade i Catalogue of Life.